# Ашар, Лоран
Лоран Ашар (фр. Laurent Achard; 17 апреля 1963, Тоннер — 24 марта 2024, X округ Парижа) — французский кинорежиссёр и сценарист.

## Биография
Лоран юношей приехал в Париж. Предпочитал смотреть кино в кинотеатрах Латинского квартала. Профессионального образования не получил. Некоторое время работал ассистентом режиссёра. В 1990 году снял первую короткометражную ленту.
Умер 25 марта 2024 года, менее чем за месяц до того, как ему должно было исполниться 60 лет.

## Творческие ориентиры
Открытиями для него стали фильмы Жана Ренуара, Мориса Пиала, Жана Эсташа, Жана-Клода Бриссо, Патрисии Мазюи.

## Фильмография (режиссёр и сценарист)
- 1991: Что знают мёртвые? / Qu’en savent les morts?; короткометражный
- 1994: Воскресенье или призраки / Dimanche ou les fantômes; короткометражный (специальная премия жюри КФ в Клермон-Ферране, Гран-при Европейского фестиваля короткометражных фильмов в Бресте, премия Французского синдиката кинокритиков)
- 1997: Запах герани / Une odeur de géranium (премия КФ в Клермон-Ферране)
- 1998: Больше, чем вчера — меньше, чем завтра[фр.] / Plus qu’hier moins que demain («Золотой тигр» Роттердамского МКФ, премия Сирила Коллара, номинация на «Золотую пирамиду» Каирского МКФ)
- 2004: Страх, маленький охотник / La Peur, petit chasseur; короткометражный (номинация на премию Сезар за лучший короткометражный фильм)
- 2007: Пусть они растут здесь! / Laissez-les grandir ici!; документальный короткометражный
- 2007: Последний сумасшедший[англ.] / Le Dernier des fous; по повести Тимоти Финдли (премия Жана Виго, номинация на «Золотого леопарда», «Серебряный леопард» и премия экуменического жюри лучшему режиссёру на Локарнском МКФ)
- 2011: Последний сеанс[англ.] / Dernière séance (номинация на «Золотой леопард» Локарнского МКФ)[4]
- 2013: Полотно / Le tableau; короткометражный
- 2016: Раз, иногда два / Un, parfois deux; документальный о творчестве Поля Веккиали[англ.][5]
- 2018: Бриссо, улица Маркаде, 251 / Brisseau, 251 rue Marcadet; документальный о творчестве Жана-Клода Бриссо[6]
- 2020: Мужской одиночный разряд / Simple messieurs; документальный о Жанe-Франсуа Стевененe[7]
- 2022: Перед Сатурном / Avant Saturne; документальный о творчестве Патрисии Мазюи[8]